# Плоскош
Плоскош (рум. Ploscoș) — село у повіті Клуж в Румунії. Входить до складу комуни Плоскош.
Село розташоване на відстані 301 км на північний захід від Бухареста, 24 км на південний схід від Клуж-Напоки.

## Населення
За даними перепису населення 2002 року у селі проживали 368 осіб, усі — румуни. Усі жителі села рідною мовою назвали румунську.